# Adrian Hurley
Adrian Hurley (21 aprile 1944) è un ex cestista e allenatore di pallacanestro australiano.

## Carriera
Ha guidato l'Australia a due edizioni dei Giochi olimpici (Seul 1988, Barcellona 1992) e a due dei Campionati mondiali (1986, 1990).